# Mycena leptophylla
Mycena leptophylla é uma espécie de cogumelo da família Mycenaceae.